# برهمن ساگونا
برهمن ساگونا (انگلیسی: Saguna Brahman), ذات با صفات، ذات مقید، آفریدگار
به محض اینکه هستی پدید می‌آید یعنی ذات نامتناهی برهمن به نخستین صفت خود که هستی است موصوف می‌گردد، آن گاه تمام صفات و کیفیات جهان که اساس پدیده‌های عالم است از این مبدأ اولیه که به منزلهٔ «بطن» جملهٔ صور آفرینش است صادر می‌گردد و این مقام تعین اول یا صفت نخستین را در حکمت الهی هندو برهمن ساگونا (Saguna) یا برهمن مزین به تمام صفات و کیفیات می‌نامند.

## ایشوارا
در مکتب یوگا برهمن ساگونا، ایشوارا (Īśvara) خداوند و مقام توحید نامیده می‌شود،

## شانکارا
شانکارا وقتی برهمن را به صیغهٔ مذکر که کلیهٔ صفات و کیفیات را دارا است (Saguna) تعریف می‌کند. برهمن به نیروی «مایا» از بعد تنزیهی وصف بی صفتی در می‌آید و به کلیهٔ صفات موصوف می‌گردد و فاعل و منفعل جلوه می کند.